# 1884
| 1884                             |
| -------------------------------- |
| Dødsfald - Fødsler               |
| • Begivenheder • Politik • Sport |

| Gregoriansk kalender | 1884 MDCCCLXXXIV        |
| Ab urbe condita      | 2637                    |
| Armensk kalender     | 1333 ԹՎ ՌՅԼԳ            |
| Kinesiske kalender   | 4580 – 4581 癸未 – 甲申 |
| Etiopisk kalender    | 1876 – 1877             |
| Jødisk kalender      | 5644 – 5645             |
| Hindukalendere       |                         |
| - Vikram Samvat      | 1939 – 1940             |
| - Shaka Samvat       | 1806 – 1807             |
| - Kali Yuga          | 4985 – 4986             |
| Iransk kalender      | 1262 – 1263             |
| Islamisk kalender    | 1301 – 1302             |

Konge i Danmark: Christian 9. 1863-1906
Se også 1884 (tal)

## Begivenheder

### Februar
- 1. februar - første bind af Oxford English Dictionary udgives

### Marts
- 13. marts - Belejringen af Khartoum i Sudan bliver indledt

### April
- 29. april - Oxford Universitet tillader kvinder at få en universitetsgrad

### Maj
- 31. maj - John Harvey Kellogg, (Kellogg Company), får patent på cornflakes

### Juni
- 25. juni - Socialdemokratiets får valgt sine to første medlemmer til Rigsdagen

### August
- 5. august - grundstenen til Frihedsgudinden i New York nedlægges på Bedloe's Island i New Yorks havn.

### Oktober
- Brænden på Christiansborgs Slot natten mellem d. 3. og 4. oktober1. oktober - Dagbladet Politiken udkommer for første gang
- 3. oktober indtræffer Christiansborgs anden brand
- 13. oktober – På et møde i London vedtages, at nulmeridianen trækkes gennem Greenwich-observatoriet
- 14. oktober - George Eastman får patent på fotografisk film

## Født
- 5. maj – Carl Osburn, amerikansk skytte og officer (død 1966).
- 8. maj – Harry S. Truman, amerikansk præsident.
- 9. maj – Valdemar Psilander, dansk stumfilmsstjerne. Død 1917
- 28. maj – Johannes Meyer, dansk skuespiller. Død 1972.
- 22. august – Panait Istrati, rumænsk forfatter.
- 8. oktober – August Tørsleff, dansk maler (død 1968)
- 20. november – Knud Ove Hilkier, dansk maler (død 1953)
- 31. december – Elizabeth Arden, amerikansk kosmetikdronning fødes i Canada. Hun dør i 1966.

## Dødsfald
- 12. maj – Bedrich Smetana, tjekkisk komponist.
- 25. juni – Hans Rott, østrigsk komponist og organist.